# آلوارو فورتونی
آلوارو فورتونی (به انگلیسی: Álvaro Fortuny) (زادهٔ ۱۷ ژوئن ۱۹۷۹) شناگر اهل گواتمالا است.